# Pinophylus carneolus
Pinophylus carneolus är en insektsart som först beskrevs av Knight 1927.  Pinophylus carneolus ingår i släktet Pinophylus och familjen ängsskinnbaggar. Inga underarter finns listade i Catalogue of Life.